# Coarsegold (California)
Coarsegold es un lugar designado por el censo ubicado en el condado de Madera en el estado estadounidense de California. En el año 2010 tenía una población de 1,840 habitantes.

## Geografía
Coarsegold se encuentra ubicado en las coordenadas 37°15′38″N 119°42′16″O / 37.26056, -119.70444.